# العودة (مدينة)
مدينة العودة هي قرية فلسطينية في محافظة غزة تقع في الضواحي الشمالية الغربية لمدينة غزة على طول ساحل البحر الأبيض المتوسط، وبين مخيم الشاطئ والعطاطرة. كان عدد سكانها في تعداد الجهاز المركزي للإحصاء الفلسطيني عام 1997 حوالي 420 نسمة، ارتفع إلى 590 في عام 2006. تدير التجمع لجنة تنمية محلية تتبع وزارة الحكم المحلي الفلسطينية.